# الثقافة اليرموكية
الحضارة اليرموكية 
اليرموكية إحدى حضارات العصر الحجري الحديث الفخاري في جنوب بلاد الشام. سميت بذلك نسبة إلى وادي اليرموك حيث وجد موشيه ستيكلس آثارها لأول في الموقع القحوانة. وفخار الثقافة اليرموكية خشن العجينة، مصنوع يدويا، محزز ومزخرف بزخارف على شكل ظهر السمكة. وقد دهن أحيانا بلون أحمر غامق. وعثر في هذه الثقافة أيضا على رؤوس نسائية من الطين، متطاولة الأشكال، عيونها كحبة القهوة، واكتشفت كذلك دمى نسائية كاملة مبسطة ومختزلة. وتطورت الثقافة اليرموكية في ثلاث مراحل: ففي المرحلة الأولى سكن الإنسان في بيوت بسيطة، إلا أنه عرف الفنون التشكيلية، لاسيما الدمى النسائية والوجوه البشرية المحفورة في الحصى، الدالة على عقيدة الخصب وعبادة الإلهة الأم. واستخدم اليرموكيون خلال المرحلة الأولى أواني فخارية بسيطة وخشنة، ما لبثت أن تطورت في المرحلة الثانية، فأصبحت أحسن صناعة وأكثر تنوعا، وكان بعضها ملونا ومزخرفا، وبدت تأثيرات من جبيل الواقعة على الساحل اللبناني. وشهدت المرحلة الثالثة تطورا في العمارة، والفنون، والأدوات، والفخار.

## الفخار اليرموكي
فخار وجد في الألف السادس خلال فترة الثقافة اليرموكية في العصر الحجري الحديث الفخاري في جنوب بلاد الشام. وقد صنع الفخار اليرموكي يدويا، وكان ذا عجينة خشنة، كثيرة الشوائب، وجفف طبيعيا، وزخرف بزخارف على شكل ظهر السمكة بين خطين متوازيين، إما بالحز، أو التلوين، أو اللصق.

## مواقع
- موقع شعر هجولان
- عين غزال
- تل الفارعة
- ثقافة وادي رباح

## المرجع
أبو غنيمة، خالد. 2009؛ معجم مصطلحات ما قبل التاريخ. الأردن: جامعة اليرموك.